# Hakima El Haite
Hakima El Haite Sanhaji, née le 13 mai 1963 à Fès, est une femme politique marocaine. Elle est ministre marocaine chargée de l’environnement entre 2013 et 2017. Tout son parcours professionnel s’est fait dans le domaine de l’environnement, à la fois dans les secteurs public et privé, et dans la continuité de sa formation. 
Elle est sujet de plusieurs polémiques à la suite de l'importation de déchets combustibles depuis l'Italie, jugés hyper-toxiques par les experts. En 2017, elle est auditionnée et blanchie par la commission du parlement chargée d'enquêter sur le sujet.   
Aucune poursuite judiciaire n'a été entamée.   
Quelques mois après la nomination du nouveau gouvernement et à l'issue du mouvement du Rif, elle est dans la liste des ministres qui ne se verront plus confiés une responsabilité de l’État. Toutefois aucune mention dans le rapport de la cour des comptes ne fait allusion à un manquement de la ministre ou du ministère dans la réalisation des projets du Rif.  

## Biographie

### Parcours universitaire
Hakima El Haite obtient une licence en Biologie et Microbiologie des eaux à la Faculté des Sciences de Fès en 1986, un Diplôme d'études approfondies (DEA) en Écotoxicologie à la Faculté des sciences de Meknès en 1987 et un doctorat national en Sciences de l’environnement à la Faculté des Sciences de Meknès en 1991.
En 2010, elle reprend un cycle de formation et obtient un second doctorat en Génie de l’environnement à l’École des Mines de Saint-Étienne, avec une thèse sur le Traitement des eaux usées par des réservoirs opérationnels et réutilisation pour l’irrigation ,. Elle complète également son cursus initial par un diplôme de communication politique obtenu à l’université de Washington en 2008.

### Carrière professionnelle et politique
Elle travaille dans un premier temps comme consultante pour l'Ader Fès, Balfour Internation et GIZ, puis rejoint l'agence urbaine de Fès en tant que chargée de mission auprès du Directeur Général, de 1992 à 1993. Elle est également trésorière de l’Union nationale de la femme à Fès dans les années 1990. Puis en 1994, elle fonde la société EauGlobe, une entreprise privée spécialisée dans l’ingénierie et les travaux environnementaux. 
En 2008 sa société a été primée par le président Obama et invitée au Sommet Présidentiel d'entreprenariat qui s'est décliné au niveau de la région par US-NAPEO (North Africa Partnership for Economic Opportunity). Elle en devient la vice-présidente. 
Concomitamment à sa carrière professionnelle, elle s'implique dans la vie associative et politique. 
Son parcours politique au sein du Mouvement Populaire, parti de droite à l’ancrage rural, remonte à 2003. Elle participe aux évolutions internes de ce parti, et à sa représentation dans les conférences sur le développement durable. En 2007, elle devient vice-présidente de l’Association des femmes cheffes d’entreprise du Maroc et de l’International Network of Liberal Women (INLW ), une association internationale de personnalités féminines favorables au libéralisme. 
En 2011, elle participe à la création du ConnectinGroup International Maroc, autre association œuvrant pour la promotion des femmes à l'échelle nationale et à travers le monde, et en devient présidente. En 2012, elle est désignée comme présidente déléguée de l’INLW.
Depuis décembre 2012, elle est présidente des relations internationales du Mouvement Populaire.
En 2013, elle est nommée ministre, déléguée auprès du Ministre de l’Énergie, des Mines, de l’Eau et de l’Environnement, chargée de l’Environnement. Elle participe aux préparations de la négociation sur le climat, notamment  à Varsovie (COP 19) et à Lima (COP20) puis de Paris (COP21) où elle est élue vice-présidente de l'accord de Paris.
En 2016, la ministre est critiquée pour avoir accordé l'importation de 2500 tonnes de RDF ou combustible de substitution provenant d'Italie au Maroc . 
Bien que cité dans  un rapport de la cour des comptes sur les retards enregistrés dans le cadre du projet « Al Hoceïma Manarat Al Moutawassit », rapport publié le 24 octobre 2017, aucun manquement ne fut signalé.[réf. nécessaire].